# 永阳街道 (息烽县)
永阳街道是中华人民共和国贵州省貴陽市息烽县下辖的一个街道办事处。2020年5月14日，调整永靖镇部分行政区划，设立永阳街道。永阳街道辖原永靖镇新华居委会、希望居委会、北门居委会、龙腾居委会、南门居委会、东门居委会、西门居委会、云环居委会、露萍居委会、永红村、南门村、龙爪村、下阳朗村、阳朗村、猫洞村、老街村、硬寨村、立碑村。

## 行政区划
永阳街道下辖以下村级行政区划单位：
西门社区、北门社区、东门社区、南门社区、新华社区、龙腾社区、希望社区、露萍社区、云环社区、永红村、南门村、龙爪村、下阳朗村、硬寨村、阳朗村、猫洞村、立碑村、老街村。